# Timothy Ahearne
Timothy Joseph „Tim” Ahearne (18. srpna 1885, Athea – listopad 1968 tamtéž) byl irský atlet, startující v dresu Velké Británie olympijský vítěz v trojskoku.
Narodil se v hrabství Limerick. Na olympiádě v Londýně v roce 1908 reprezentoval Velkou Británii. V trojskoku zde zvítězil výkonem 14,92 m, což byl nový světový rekord. Startoval zde rovněž v soutěži dálkařů, kde skončil osmý. Po návratu do Irska se zlepšil ve skoku do dálky na 757 cm, což znamenalo výkon jen 4 cm za tehdejším světovým rekordem.
V roce 1910 emigroval do USA za svým mladším bratrem Danem. Ten svému sourozenci odebral světový rekord v trojskoku, když v roce 1909 skočil v Bostonu 15,39 m.